# Camptomyia attenuata
Camptomyia attenuata är en tvåvingeart som beskrevs av Fedotova 2004. Camptomyia attenuata ingår i släktet Camptomyia och familjen gallmyggor. Inga underarter finns listade i Catalogue of Life.